# Comisión Especial de las Naciones Unidas para los Balcanes
La Comisión Especial de las Naciones Unidas para los Balcanes (United Nations Special Commission for the Balkans, UNSCOB) fue la primera operación de paz realizada por las Naciones Unidas. Fue convocada por la Asamblea General de las Naciones Unidas, mediante la Resolución 109(II) del 21 de octubre de 1947. No obstante, la misión no es considerada por las propias Naciones Unidas como tal.
Se llevó a cabo en Grecia entre octubre de 1947 y febrero de 1952, y la misión tenía como fin cortar la ayuda de Yugoslavia, Bulgaria y Albania sobre la guerrilla griega del Ejército de Liberación del Frente Griego (ELAS), que buscaba derrocar el gobierno abiertamente proocidental e incluir a Grecia al bloque soviético durante la Guerra Fría. 
La fuerza multinacional estableció el cuartel general en Salónica (Grecia), y fue integrada con miembros de Australia, Brasil, la República de China, Estados Unidos, Francia, Gran Bretaña, México, Países Bajos y Pakistán. 